# Krunoslav Hulak

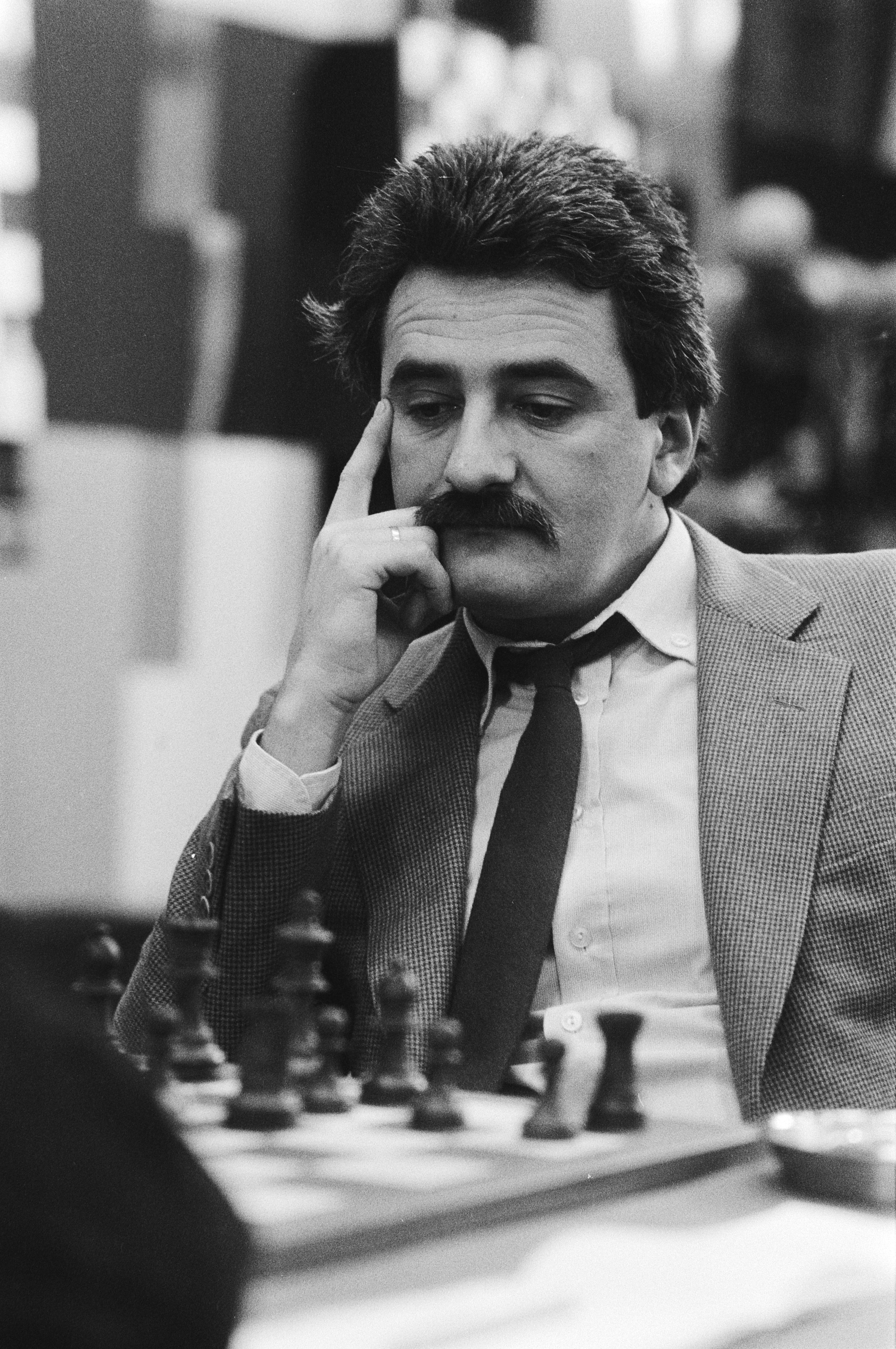
Krunoslav Hulak, 1983

Krunoslav Hulak (Osijek, 25 de mayo de 1951-Zagreb, 23 de octubre de 2015) fue un ajedrecista croata. Fue premiado con el título de Maestro Internacional en 1974, y el de Gran Maestro Internacional en 1976 por la FIDE.
Hulak consiguió el Campeonato Yugoslavo en 1976 y el Croata en 2005.
Sus otros grandes torneos fueron:
- Varna 1974 (1º)
- Lublin 1976 (2º)
- Ámsterdam torneo IBM 1977 (2º)
- Osijek 1980 (1º)
- Sombor 1980 (1º)
- Budva 1981 (2º)
- Banja Luka 1983 (1º)
- Zagreb 1985 (2º)
- Wijk aan Zee-B 1986 (1º)
- Banja Luka 1987(1º)
- Solin 2000 (2º)

Jugó en dos ocasiones los torneos interzonal, acabando en la undécima posición en Toluca en 1982 y el duodécimo en Zagreb en 1987.
Hulak participó en tres ocasiones por Yugoslavia (1982, 1986, 1990) y otras tres por Croacia (1992, 1994, 1996) en las Olimpiadas de ajedrez.